# Filip Johansson
Filip Johansson (n. 21 iunie 1902 - d. 1976) a fost un celebru atacant suedez, născut în Surte, la nord de Göteborg. A fost numit Svarte-Filip (română Filip cel Negru) datorită părului său de culoare neagră. A debutat în Allsvenskan în 1924 pentru clubul IFK Göteborg, în același an stabilind un record greu de egalat: a înscris 39 de goluri în 22 de meciuri. În întreaga carieră, a jucat 277 de meciuri, înscriind 333 de goluri. A evoluat de 16 ori în echipa națională de fotbal a Suediei, pentru care a înscris 14 goluri. A murit în anul 1976.
1. ↑  Johansson, Filip J. V., Nordisk familjeboks sportlexikon
2. 1 2 3 4  Filip Johansson, ifkdb